# James Huth
Pour les articles homonymes, voir Huth.
James Huth est un réalisateur et scénariste français, né le 29 août 1966 à Sutton, dans le Grand Londres.

## Biographie
Après une brève carrière de chirurgien-dentiste – comme son père Pierre Huth (1936-2013), –, James Huth réalise son premier long métrage Serial Lover en 1998. Au début des années 2000, il a pour projet l'adaptation de la bande dessinée La Marque jaune de la série de Blake et Mortimer, mais ce projet sera abandonné malgré quatre ans passés en pré-production. Il réalise ensuite le film Brice de Nice (2005), d'après le personnage créé par Jean Dujardin, avec lequel il tournera plusieurs films comme Lucky Luke (2009)  et Brice 3 (2016).
En 2019, la sortie de Rendez-vous chez les Malawas a été décevante. Le film est une parodie de l’émission Rendez-vous en terre inconnue. En 2022, James Huth revient avec Le Nouveau Jouet, une comédie des années 1970 devenue culte, Le Jouet (1976), de Francis Veber, avec Pierre Richard et Michel Bouquet, et sa libre adaptation quarante-six ans plus tard, avec Jamel Debbouze et Daniel Auteuil.

## Filmographie
- 1998 : Serial Lover
- 2005 : Brice de Nice
- 2007 : Hellphone
- 2009 : Lucky Luke
- 2012 : Un bonheur n'arrive jamais seul
- 2016 : Brice 3
- 2019 : Rendez-vous chez les Malawas
- 2022 : Le Nouveau Jouet
- Prévu pour 2025 : Cher Père Noël[6]

## Lieux de villégiature
Il est un hôte régulier de Sainte-Maxime dans la villa familiale du quartier du Sémaphore.